# Un angelo coi baffi
Un angelo coi baffi è l'ultimo singolo del cantautore Gianni Davoli pubblicato nel 1996.

## Descrizione
Il singolo è stato pubblicato nel 1996 con la casa discografica  Fonit Cetra ed è stato inserito nell'album Ah li galli pubblicato sempre nello stesso anno. La canzone racconta la grande passione che il cantautore romano ha nei confronti di Domenico Modugno.

## Tracce
1. Un angelo coi baffi - 4:12 (G.Davoli, A.Tirone, G.Aquilino, M.Pappagallo)